# Aiguefonde
Aiguefonde – miejscowość i gmina we Francji, w regionie Oksytania, w departamencie Tarn.
Według danych na rok 1990 gminę zamieszkiwały 2752 osoby, a gęstość zaludnienia wynosiła 144 osób/km² (wśród 3020 gmin regionu Midi-Pireneje Aiguefonde plasuje się na 124. miejscu pod względem liczby ludności, natomiast pod względem powierzchni na miejscu 586.).